# Liste des épisodes de Prison Break
Cette page recense la liste des épisodes du feuilleton télévisé Prison Break.

## Panorama des saisons
| Saison | Saison              | Nombre d'épisodes | Prison     | Diffusion originale sur Fox | Diffusion originale sur Fox     | Diffusion originale sur Fox     |
| Saison | Saison              | Nombre d'épisodes | Prison     | Années                      | Début de saison                 | Fin de saison                   |
| ------ | ------------------- | ----------------- | ---------- | --------------------------- | ------------------------------- | ------------------------------- |
|        | 1                   | 22                | Fox River  | 2005-2006                   | 29 août 2005                    | 15 mai 2006                     |
|        | 2                   | 22                | -          | 2006-2007                   | 21 août 2006                    | 2 avril 2007                    |
|        | 3                   | 13                | Sona       | 2007-2008                   | 17 septembre 2007               | 18 février 2008                 |
|        | 4                   | 22                | -          | 2008-2009                   | 1er septembre 2008              | 15 mai 2009                     |
|        | La Dernière Évasion | Téléfilm          | Miami-Dade | 2009                        | Pas de diffusion aux États-Unis | Pas de diffusion aux États-Unis |
|        | 5                   | 9                 | Ogygia     | 2017                        | 4 avril 2017                    | 30 mai 2017                     |

## Liste des épisodes

### Première saison (2005-2006)
La première saison a été diffusée du 29 août 2005 au 15 mai 2006 aux États-Unis sur Fox.
| N° | Titre original                       | Titre français           | Réalisateur            | Scénariste(s)                                                      | Diffusion sur Fox | Diffusion sur M6  | Code de production |
| -- | ------------------------------------ | ------------------------ | ---------------------- | ------------------------------------------------------------------ | ----------------- | ----------------- | ------------------ |
| 1  | Pilot                                | La grande évasion        | Brett Ratner           | Paul Scheuring                                                     | 29 août 2005      | 31 août 2006      | 1AKJ79             |
| 2  | Allen                                | Allen                    | Michael Watkins        | Paul Scheuring                                                     | 29 août 2005      | 31 août 2006      | 1AKJ01             |
| 3  | Cell Test                            | Mise à l'épreuve         | Brad Turner            | Michael Pavone                                                     | 5 septembre 2005  | 31 août 2006      | 1AKJ02             |
| 4  | Cute Poison                          | Alchimie                 | Matt Earl Beesley      | Matt Olmstead                                                      | 12 septembre 2005 | 7 septembre 2006  | 1AKJ03             |
| 5  | English, Fitz or Percy               | Le Transfert             | Randall Zisk           | Zack Estrin                                                        | 19 septembre 2005 | 7 septembre 2006  | 1AKJ04             |
| 6  | Riots, Drills and the Devil (Part 1) | Au cœur de l'enfer (1/2) | Robert Mandel          | Nick Santora                                                       | 26 septembre 2005 | 7 septembre 2006  | 1AKJ05             |
| 7  | Riots, Drills and the Devil (Part 2) | Au cœur de l'enfer (2/2) | Vern Gillum            | Karyn Usher                                                        | 3 octobre 2005    | 21 septembre 2006 | 1AKJ06             |
| 8  | The Old Head                         | Route 66                 | Jace Alexander         | Monica Macer                                                       | 24 octobre 2005   | 21 septembre 2006 | 1AKJ07             |
| 9  | Tweener                              | Un homme hors du commun  | Matt Earl Beesley      | Paul Scheuring                                                     | 31 octobre 2005   | 21 septembre 2006 | 1AKJ08             |
| 10 | Sleight of Hand                      | Cause perdue             | Dwight H. Little       | Nick Santora                                                       | 7 novembre 2005   | 28 septembre 2006 | 1AKJ09             |
| 11 | And Then There Were 7                | Un de trop               | Jesús Salvador Treviño | Zack Estrin                                                        | 14 novembre 2005  | 28 septembre 2006 | 1AKJ10             |
| 12 | Odd Man Out                          | Rédemption               | Bobby Roth             | Karyn Usher                                                        | 21 novembre 2005  | 5 octobre 2006    | 1AKJ11             |
| 13 | End of the Tunnel                    | Au bout du tunnel        | Sanford Bookstaver     | Paul Scheuring                                                     | 28 novembre 2005  | 5 octobre 2006    | 1AKJ12             |
| 14 | The Rat                              | Comme un rat             | Kevin Hooks            | Matt Olmstead                                                      | 20 mars 2006      | 12 octobre 2006   | 1AKJ13             |
| 15 | By the Skin and the Teeth            | In extremis              | Fred Gerber            | Nick Santora                                                       | 27 mars 2006      | 12 octobre 2006   | 1AKJ14             |
| 16 | Brother's Keeper                     | Les blessures de l'âme   | Greg Yaitanes          | Zack Estrin                                                        | 3 avril 2006      | 19 octobre 2006   | 1AKJ15             |
| 17 | J-Cat                                | Dépression               | Guy Ferland            | Karyn Usher                                                        | 10 avril 2006     | 19 octobre 2006   | 1AKJ16             |
| 18 | Bluff                                | Poker menteur            | Jace Alexander         | Nick Santora et Karyn Usher                                        | 17 avril 2006     | 26 octobre 2006   | 1AKJ17             |
| 19 | The Key                              | La clé                   | Sergio Mimica-Gezzan   | Zack Estrin et Matt Olmstead, d'après l'histoire de Paul Scheuring | 24 avril 2006     | 26 octobre 2006   | 1AKJ18             |
| 20 | Tonight                              | Sans retour              | Bobby Roth             | Zack Estrin                                                        | 1er mai 2006      | 1er novembre 2006 | 1AKJ19             |
| 21 | Go                                   | Le grand soir            | Dean White             | Matt Olmstead                                                      | 8 mai 2006        | 1er novembre 2006 | 1AKJ20             |
| 22 | Flight                               | Les fugitifs             | Kevin Hooks            | Paul Scheuring                                                     | 15 mai 2006       | 8 novembre 2006   | 1AKJ21             |

### Deuxième saison (2006-2007)
La deuxième saison a été diffusée du 21 août 2006 au 2 avril 2007 aux États-Unis sur Fox.
| N° | Titre original  | Titre français             | Réalisateur          | Scénariste(s)                 | Diffusion sur Fox | Diffusion sur M6  | Code de production |
| -- | --------------- | -------------------------- | -------------------- | ----------------------------- | ----------------- | ----------------- | ------------------ |
| 1  | Manhunt         | Chasse à l'homme           | Kevin Hooks          | Paul Scheuring                | 21 août 2006      | 8 novembre 2006   | 2AKJ01             |
| 2  | Otis            | Otis                       | Bobby Roth           | Matt Olmstead                 | 28 août 2006      | 13 septembre 2007 | 2AKJ02             |
| 3  | Scan            | L'erreur est humaine       | Bryan Spicer         | Zack Estrin                   | 4 septembre 2006  | 20 septembre 2007 | 2AKJ03             |
| 4  | First Down      | Association de malfaiteurs | Bobby Roth           | Nick Santora                  | 11 septembre 2006 | 20 septembre 2007 | 2AKJ04             |
| 5  | Map 1213        | Plan 1213                  | Peter O'Fallon       | Karyn Usher                   | 18 septembre 2006 | 27 septembre 2007 | 2AKJ05             |
| 6  | Subdivision     | L'étau se resserre         | Eric Laneuville      | Monica Macer                  | 25 septembre 2006 | 27 septembre 2007 | 2AKJ06             |
| 7  | Buried          | Les confessions            | Sergio Mimica-Gezzan | Seth Hoffman                  | 2 octobre 2006    | 4 octobre 2007    | 2AKJ07             |
| 8  | Dead Fall       | À la vie, à la mort        | Vincent Misiano      | Zack Estrin                   | 23 octobre 2006   | 4 octobre 2007    | 2AKJ08             |
| 9  | Unearthed       | Le duel                    | Kevin Hooks          | Nick Santora                  | 30 octobre 2006   | 4 octobre 2007    | 2AKJ09             |
| 10 | Rendezvous      | Rendez-vous                | Dwight H. Little     | Karyn Usher                   | 6 novembre 2006   | 11 octobre 2007   | 2AKJ10             |
| 11 | Bolshoi Booze   | Bolshoi Booze              | Greg Yaitanes        | Monica Macer et Seth Hoffman  | 13 novembre 2006  | 11 octobre 2007   | 2AKJ11             |
| 12 | Disconnect      | Si près du but             | Karen Gaviola        | Nick Santora et Karyn Usher   | 20 novembre 2006  | 11 octobre 2007   | 2AKJ12             |
| 13 | The Killing Box | Le piège parfait           | Bobby Roth           | Zack Estrin                   | 27 novembre 2006  | 18 octobre 2007   | 2AKJ13             |
| 14 | John Doe        | Un simple inconnu          | Kevin Hooks          | Matt Olmstead et Nick Santora | 22 janvier 2007   | 18 octobre 2007   | 2AKJ14             |
| 15 | The Message     | Entre les lignes           | Bobby Roth           | Zack Estrin et Karyn Usher    | 29 janvier 2007   | 25 octobre 2007   | 2AKJ15             |
| 16 | Chicago         | La fin du voyage           | Jesse Bochco         | Matt Olmstead et Nick Santora | 5 février 2007    | 25 octobre 2007   | 2AKJ16             |
| 17 | Bad Blood       | Le péché originel          | Nelson McCormick     | Paul Scheuring et Karyn Usher | 19 février 2007   | 1er novembre 2007 | 2AKJ17             |
| 18 | Wash            | Dernière chance            | Bobby Roth           | Nick Santora                  | 26 février 2007   | 1er novembre 2007 | 2AKJ18             |
| 19 | Sweet Caroline  | Le chantage                | Dwight H. Little     | Karyn Usher                   | 5 mars 2007       | 8 novembre 2007   | 2AKJ19             |
| 20 | Panama          | Panama                     | Vincent Misiano      | Zack Estrin                   | 19 mars 2007      | 8 novembre 2007   | 2AKJ20             |
| 21 | Fin Del Camino  | L'appât du gain            | Bobby Roth           | Matt Olmstead et Seth Hoffman | 26 mars 2007      | 15 novembre 2007  | 2AKJ21             |
| 22 | Sona            | Sona                       | Kevin Hooks          | Paul Scheuring                | 2 avril 2007      | 15 novembre 2007  | 2AKJ22             |

### Troisième saison (2007-2008)
La troisième saison a été diffusée du 17 septembre 2007 au 18 février 2008 aux États-Unis sur Fox ; elle a été marquée par la grève des scénaristes américains, obligeant à une réduction du nombre d'épisodes par rapport à celui prévu à l'origine, comme d'autres séries.
| N° | Titre original      | Titre français          | Réalisateur      | Scénariste(s)                    | Diffusion sur Fox | Diffusion sur M6 | Code de production |
| -- | ------------------- | ----------------------- | ---------------- | -------------------------------- | ----------------- | ---------------- | ------------------ |
| 1  | Orientación         | Survivre                | Kevin Hooks      | Paul Scheuring                   | 17 septembre 2007 | 29 novembre 2007 | 3AKJ01             |
| 2  | Fire/Water          | L'eau et le feu         | Bobby Roth       | Matt Olmstead                    | 24 septembre 2007 | 6 décembre 2007  | 3AKJ02             |
| 3  | Call Waiting        | Le chat et la souris    | Milan Cheylov    | Zack Estrin                      | 1er octobre 2007  | 13 décembre 2007 | 3AKJ03             |
| 4  | Good Fences         | Chacun pour soi         | Michael Switzer  | Nick Santora                     | 8 octobre 2007    | 17 janvier 2008  | 3AKJ04             |
| 5  | Interference        | Interférence            | Karen Gaviola    | Karyn Usher                      | 22 octobre 2007   | 24 janvier 2008  | 3AKJ05             |
| 6  | Photo Finish        | Le dernier combat       | Kevin Hooks      | Seth Hoffman                     | 5 novembre 2007   | 31 janvier 2008  | 3AKJ06             |
| 7  | Vamonos             | Œil pour œil            | Vincent Misiano  | Zack Estrin et Kalinda Vazquez   | 5 novembre 2007   | 7 février 2008   | 3AKJ07             |
| 8  | Bang & Burn         | Plus dure sera la chute | Bobby Roth       | Christian Trokey et Nick Santora | 12 novembre 2007  | 14 février 2008  | 3AKJ08             |
| 9  | Boxed In            | Contre-pouvoir          | Craig Ross Jr.   | Karyn Usher                      | 14 janvier 2008   | 29 mai 2008      | 3AKJ09             |
| 10 | Dirt Nap            | Régner et mourir        | Michael Switzer  | Matt Olmstead et Seth Hoffman    | 21 janvier 2008   | 29 mai 2008      | 3AKJ10             |
| 11 | Under and Out       | 30 secondes             | Greg Yaitanes    | Zack Estrin                      | 4 février 2008    | 29 mai 2008      | 3AKJ11             |
| 12 | Hell or High Water  | Contre vents et marées  | Kevin Hooks      | Nick Santora                     | 11 février 2008   | 5 juin 2008      | 3AKJ12             |
| 13 | The Art Of The Deal | Vengeance               | Nelson McCormick | Matt Olmstead et Seth Hoffman    | 18 février 2008   | 5 juin 2008      | 3AKJ13             |

#### Visitation
Prison Break: Visitation sont des mobisodes réalisés pour les possesseurs d'iPhone, visant à promouvoir la troisième saison. Ils se présentent comme des scènes bonus de 3 à 5 minutes, dans lesquels les prisonniers de Sona reçoivent des visites de leurs proches. Ces mobisodes sont exclusivement en anglais.
1. Mobisode en lien avec Survivre (épisode 1 de la saison) : McGrady parle de Michael à son père ;
2. Mobisode en lien avec Le chat et la souris (épisode 3 de la saison) : La femme de Sammy vient lui rendre visite et lui offre un spectacle fort sympathique ;
3. Mobisode en lien avec Interférence (épisode 5 de la saison) : Lechero reçoit la visite de sa femme ;
4. Mobisode en lien avec Œil pour Œil (épisode 7 de la saison) : Sammy annonce la mort de Papo à sa petite amie ;
5. Mobisode en lien avec Contre-pouvoir (épisode 9 de la saison) : Bellick reçoit la visite d'une femme qui le prend pour Scofield ;
6. Mobisode en lien avec 30 Secondes (épisode 11 de la saison) : T-Bag parle de Lechero à la prostituée de Sona.

### Quatrième saison (2008-2009)
La quatrième saison a été diffusée du 1er septembre 2008 au 15 mai 2009 aux États-Unis sur Fox. Elle a été annoncée alors comme la dernière de la série.
| N° | Titre original      | Titre français                 | Réalisateur       | Scénariste(s)                       | Diffusion sur Fox  | Diffusion sur M6  | Code de production |
| -- | ------------------- | ------------------------------ | ----------------- | ----------------------------------- | ------------------ | ----------------- | ------------------ |
| 1  | Scylla              | De Charybde...                 | Kevin Hooks       | Matt Olmstead                       | 1er septembre 2008 | 29 août 2009      | 4AKJ01             |
| 2  | Breaking & Entering | ...En Scylla                   | Bobby Roth        | Zack Estrin                         | 1er septembre 2008 | 29 août 2009      | 4AKJ02             |
| 3  | Shut Down           | À bout de souffle              | Milan Cheylov     | Nick Santora                        | 8 septembre 2008   | 29 août 2009      | 4AKJ03             |
| 4  | Eagles & Angels     | Les aigles et les anges        | Michael Switzer   | Karyn Usher                         | 15 septembre 2008  | 5 septembre 2009  | 4AKJ04             |
| 5  | Safe & Sound        | L'esprit d'équipe              | Karen Gaviola     | Seth Hoffman                        | 22 septembre 2008  | 5 septembre 2009  | 4AKJ05             |
| 6  | Blow Out            | Tous pour un                   | Bryan Spicer      | Kalinda Vazquez                     | 29 septembre 2008  | 12 septembre 2009 | 4AKJ06             |
| 7  | Five the Hard Way   | La manière forte               | Garry A. Brown    | Christian Trokey                    | 6 octobre 2008     | 12 septembre 2009 | 4AKJ07             |
| 8  | The Price           | Pacte avec le diable           | Bobby Roth        | Graham Roland                       | 20 octobre 2008    | 12 septembre 2009 | 4AKJ08             |
| 9  | Greatness Achieved  | Sacrifice                      | Jesse Bochco      | Nick Santora                        | 3 novembre 2008    | 12 septembre 2009 | 4AKJ09             |
| 10 | The Legend          | En terrain miné                | Dwight H. Little  | Karyn Usher                         | 10 novembre 2008   | 19 septembre 2009 | 4AKJ10             |
| 11 | Quiet Riot          | L'armée du silence             | Kevin Hooks       | Seth Hoffman                        | 17 novembre 2008   | 19 septembre 2009 | 4AKJ11             |
| 12 | Selfless            | Self contrôle                  | Michael Switzer   | Kalinda Vazquez                     | 24 novembre 2008   | 19 septembre 2009 | 4AKJ12             |
| 13 | Deal or No Deal     | Le mieux est de fuir...        | Bobby Roth        | Christian Trokey                    | 1er décembre 2008  | 26 septembre 2009 | 4AKJ13             |
| 14 | Just Business       | L'offre et la demande          | Mark Helfrich     | Graham Roland                       | 8 décembre 2008    | 26 septembre 2009 | 4AKJ14             |
| 15 | Going Under         | Les apparences sont trompeuses | Karen Gaviola     | Zack Estrin                         | 15 décembre 2008   | 26 septembre 2009 | 4AKJ15             |
| 16 | The Sunshine State  | Mésalliance                    | Kevin Hooks       | Matt Olmstead et Nicholas Wootton   | 22 décembre 2008   | 3 octobre 2009    | 4AKJ16             |
| 17 | The Mother Lode     | Les liens du sang              | Jonathan Glassner | Seth Hoffman                        | 17 avril 2009      | 3 octobre 2009    | 4AKJ17             |
| 18 | VS.                 | Les frères ennemis             | Dwight H. Little  | Christian Trokey et Kalinda Vazquez | 24 avril 2009      | 3 octobre 2009    | 4AKJ18             |
| 19 | S.O.B.              | Fils de...                     | Garry A. Brown    | Karyn Usher                         | 1er mai 2009       | 10 octobre 2009   | 4AKJ19             |
| 20 | Cowboys & Indians   | L'effet domino                 | Milan Cheylov     | Nick Santora                        | 8 mai 2009         | 10 octobre 2009   | 4AKJ20             |
| 21 | Rate of Exchange    | Le choix de Michael            | Bobby Roth        | Zack Estrin                         | 15 mai 2009        | 17 octobre 2009   | 4AKJ21             |
| 22 | Killing Your Number | Vers la liberté                | Kevin Hooks       | Matt Olmstead et Nicholas Wootton   | 15 mai 2009        | 17 octobre 2009   | 4AKJ22             |

### Téléfilm:La Dernière Évasion(2009)
Pour clore la série à l'époque, un téléfilm est créé afin de raconter les événements qui se sont déroulés avant le flashforward du dernier épisode de la saison 4. Ce téléfilm, intitulé La Dernière Évasion (ou The Final Break en anglais), est diffusé en avant-première sur la chaîne israélienne Yes Stars, mais n'a cependant pas fait l'objet de diffusion aux États-Unis ; dans la plupart des autres pays, il est présenté comme un double épisode, voire comme épisodes de la quatrième saison. Cependant, le téléfilm sort en DVD et Blu-ray séparé de cette dernière.
| N° | Titre original                          | Titre français                   | Réalisateur | Scénariste(s)                                                        | Diffusion sur Yes Stars | Diffusion sur M6 | Code de production |
| -- | --------------------------------------- | -------------------------------- | ----------- | -------------------------------------------------------------------- | ----------------------- | ---------------- | ------------------ |
| 1  | The Final Break: The Old Ball and Chain | La dernière évasion - 1re partie | Brad Turner | Nick Santora et Seth Hoffman, d'après l'histoire de Christian Trokey | 24 mai 2009             | 24 octobre 2009  | 4AKJ23             |
| 2  | The Final Break: Free                   | La dernière évasion - 2e partie  | Kevin Hooks | Zack Estrin et Karyn Usher, d'après l'histoire de Kalinda Vazquez    | 24 mai 2009             | 24 octobre 2009  | 4AKJ24             |

### Cinquième saison:Resurrection(2017)
A l'été 2015, la Fox annonce le retour de la série avec le casting d'origine,,, avant, l'année suivante, d'en dévoiler la première bande-annonce après les premiers tournages; neuf épisodes composeront cette nouvelle saison, elle a été diffusée du 4 avril 2017 au 30 mai 2017 aux États-Unis,,,,, sous le titre Prison Break: Resurrection,.
| N° | Titre original         | Titre français         | Réalisateur      | Scénariste(s)                    | Diffusion sur Fox | Diffusion sur M6 | Code de production |
| -- | ---------------------- | ---------------------- | ---------------- | -------------------------------- | ----------------- | ---------------- | ------------------ |
| 1  | Ogygia                 | Ogygia                 | Nelson McCormick | Paul Scheuring                   | 4 avril 2017      | 15 juin 2017     | 1AZM01             |
| 2  | Kaniel Outis           | La théorie des jeux    | Maja Vrvilo      | Paul Scheuring                   | 11 avril 2017     | 15 juin 2017     | 1AZM02             |
| 3  | The Liar               | Le menteur             | Maja Vrvilo      | Josh Goldin et Rachel Abramowitz | 18 avril 2017     | 15 juin 2017     | 1AZM03             |
| 4  | The Prisoner's Dilemma | L'ennemi de mon ennemi | Guy Ferland      | Michael Horowitz                 | 25 avril 2017     | 22 juin 2017     | 1AZM04             |
| 5  | Contingency            | Solution d'urgence     | Guy Ferland      | Vaun Wilmott                     | 2 mai 2017        | 22 juin 2017     | 1AZM05             |
| 6  | Phaeacia               | Prisonniers du désert  | Kevin Tancharoen | Michael Horowitz                 | 9 mai 2017        | 22 juin 2017     | 1AZM06             |
| 7  | Wine-Dark Sea          | La traversée           | Kevin Tancharoen | Vaun Wilmott                     | 16 mai 2017       | 29 juin 2017     | 1AZM07             |
| 8  | Progeny                | Descendance            | Nelson McCormick | Michael Horowitz                 | 23 mai 2017       | 29 juin 2017     | 1AZM08             |
| 9  | Behind The Eyes        | Le dernier plan        | Nelson McCormick | Paul Scheuring                   | 30 mai 2017       | 29 juin 2017     | 1AZM09             |